# Раузер, Всеволод Альфредович
Всеволод Альфредович Раузер (16 октября 1908 — 29 декабря 1941, Ленинград) — советский шахматист, двукратный чемпион Украины, участник чемпионатов СССР, шахматный теоретик.

## Биография
В 1927 году победил на первенстве Украины (Алексей Селезнёв играл вне конкурса).
Поделил 1—2-е место в 1933 году в Харькове на седьмом чемпионате Украины. В 1935 году переехал в Ленинград, играл в чемпионате Ленинграда 1936 года (2-е место).
Участвовал в первенствах СССР в 1927, 1929 (полуфинал), 1931, 1933, 1934—1935, 1937 годах.
Известен как шахматный теоретик, один из вариантов сицилианской защиты носит его имя. Система Раузера десятки лет находится в центре внимания шахматистов-практиков и игралась на самых представительных соревнованиях.
С 1937 году в связи с болезнью прекратил турнирные выступления. В конце 1940 года помещён в психиатрическую больницу. Погиб в блокадном Ленинграде.

## Отзывы
Первый советский чемпион мира по шахматам М. М. Ботвинник отмечал, что В. Раузер оставил большой след в истории советских шахмат. Он писал: «Дебютные исследования Всеволода Альфредовича (и не только дебютные — были у него и блестящие анализы в эндшпиле), связанные с планами игры в миттельшпиле, дают все основания причислить В. Раузера к когорте мастеров-основателей Советской школы, определившей развитие шахматной мысли на многие годы».

## Спортивные достижения
| Год       | Город     | Наименование соревнования                                                | +  | −  | = | Очки      | Место |
| --------- | --------- | ------------------------------------------------------------------------ | -- | -- | - | --------- | ----- |
| 1924      | Киев      | Межкружковый турнир                                                      |    |    |   |           |       |
| 1925      | Ленинград | Турнир городов                                                           |    |    |   |           |       |
| 1926      | Одесса    | 3-й чемпионат Украинской ССР                                             | 1  | 8  | 2 | 2 из 11   | 12    |
| 1927      | Полтава   | 4-й чемпионат Украинской ССР                                             |    |    |   |           | 2     |
|           | Москва    | 5-й чемпионат СССР                                                       | 5  | 10 | 5 | 7½ из 20  | 18—19 |
| 1928      | Одесса    | 5-й чемпионат Украинской ССР                                             | 4  | 2  | 9 | 8½ из 15  | 6—7   |
| 1929      | Одесса    | 6-й чемпионат СССР (четвертьфинальный турнир, группа № 2)                | 4  | 1  | 2 | 5½ из 8   | 3—4   |
|           |           | Полуфинальный турнир, группа № 2                                         | 3  | 2  | 0 | 3 из 5    | 3     |
| 1930      | Киев      | Показательный турнир                                                     |    |    |   |           |       |
|           | Тифлис    | Турнир мастеров Украины, Закавказья и Узбекистана                        |    |    |   |           |       |
| 1931      | Харьков   | Чемпионат Украинской ССР                                                 |    |    |   |           |       |
|           | Москва    | Полуфинал 7-го чемпионата СССР                                           |    |    |   |           |       |
|           | Москва    | 7-й чемпионат СССР                                                       | 5  | 4  | 8 | 9 из 17   | 8—9   |
| 1932      | Киев      | Матч Киев — Ленинград                                                    |    |    |   |           |       |
|           | Киев      | Показательный турнир                                                     |    |    |   |           |       |
| 1933      | Харьков   | 7-й чемпионат Украинской ССР                                             | 4  | 2  | 2 | 5 из 8    | 1—2   |
|           | Ленинград | 8-й чемпионат СССР                                                       | 10 | 6  | 3 | 11½ из 19 | 6     |
| 1934      | Тифлис    | Турнир мастеров (с участием Г. Кмоха, отборочный к 9-му чемпионату СССР) |    |    |   | 7 из 13   | 3-5   |
| 1934/1935 | Ленинград | 9-й чемпионат СССР                                                       | 4  | 8  | 7 | 7½ из 19  | 17    |
| 1935      | Ленинград | Турнир 12-ти (А. А. Лилиенталь и 11 ленинградских шахматистов)           |    |    |   | 6½ из 11  | 3     |
| 1936      | Ленинград | Первенство Ленинграда                                                    | 7  | 2  | 5 | 9½ из 14  | 2     |
|           | Ленинград | Отборочный турнир мастеров (к 10-му чемпионату СССР)                     |    |    |   |           |       |
|           | Ленинград | Турнир молодых мастеров                                                  | 5  | 2  | 7 | 8½ из 14  | 1—2   |
| 1937      | Ленинград | Матч с Д. О. Ровнером (квалификационный, на звание мастера)              |    |    |   |           |       |
|           | Ленинград | Международный турнир (в рамках гастролей Р. Файна)                       | 0  | 1  | 4 | 2 из 5    | 4—5   |
|           | Тбилиси   | 10-й чемпионат СССР                                                      | 7  | 5  | 7 | 10½ из 19 | 8     |
|           | Ленинград | Матч Ленинград — Москва (против С. В. Белавенца)                         | 0  | 2  | 0 | 0 из 2    |       |
| 1940      | Киев      | Полуфинал 12-го чемпионата СССР                                          | 2  | 6  | 8 | 6 из 16   | 13—15 |